# Мост через Волгу (обход Тольятти)
Автодорожный мост через Волгу на обходе Тольятти — мост в Самарской области, часть автомодорожного обхода Тольятти в составе трассы М5. Мост построен в непосредственной близости от села Климовка. Обход города Тольятти с мостовым переходом является частью международного транспортного маршрута «Западная Европа — Западный Китай».

## Информация
Начало строительства — декабрь 2019 года.
Мост построен в рамках концессионного соглашения по строительству мостового перехода через Волгу в составе международного транспортного маршрута «Европа — Западный Китай», а также маршрута «Центр — Поволжье — Урал».
Строительство велось в Шигонском и Ставропольском районах Самарской области. Длина участка строительства — 11,1 км, длина моста — 3,75 км.
Конструкция представляет собой стальной мост с раздельными пролётными строениями шириной по 14,4 м по каждому направлению дороги с расчётными пролётами до 157,5 м. Мост включает четыре полосы движения с расчётной скоростью 120 км/ч.
Дорога «Обход Тольятти», частью которой является мост, является платной. На правобережье Волги заезд на данную дорогу располагается севернее села Троицкое с автодороги Сызрань — Ульяновск в 23 км от пересечения с дорогой M5 «Урал». На левом берегу будет два заезда: около особой экономической зоны «Тольятти» с дороги Ягодное — Тольятти и восточнее села Зелёновка — с дороги M5 «Урал». Длина дороги составит 98 км.
26 февраля 2024 года завершена надвижка полотна моста, берега соединены пролетами.
К началу мая 2024 года на середине моста было завершено обустройство деформационных швов.
16 июля 2024 года мост был официально введён в эксплуатацию и вошёл в десятку самых протяжённых инженерных сооружений России.

## Несчастные случаи при строительстве
- 6 декабря 2020 года в результате падения крана двое рабочих погибли и трое пострадали.[13]
- 19 января 2022 года во время подводных работ на одной из опор строящегося моста погиб водолаз.[14]